# Sebastián Leyton
Sebastián Ignacio Leyton Hevia (Curicó, 13 de abril de 1993) é um futebolista chileno que joga como volante no Curicó Unido.

## Carreira
Começou nas categorias de base da Universidad de Chile, no dia 15 de abril de 2011, estreou no time profissional, na vitória da Universidad de Chile sobre o Unión La Calera.

## Estatísticas
Até 26 de fevereiro de 2012.

### Clubes
| Clube                | Temporada         | Campeonato nacional | Campeonato nacional | Copa nacional[a] | Copa nacional[a] | Competições continentais[b] | Competições continentais[b] | Outros torneios[c] | Outros torneios[c] | Total | Total |
| Clube                | Temporada         | Jogos               | Gols                | Jogos            | Gols             | Jogos                       | Gols                        | Jogos              | Gols               | Jogos | Gols  |
| -------------------- | ----------------- | ------------------- | ------------------- | ---------------- | ---------------- | --------------------------- | --------------------------- | ------------------ | ------------------ | ----- | ----- |
| Universidad de Chile | 2011              | 2                   | 0                   | 0                | 0                | 0                           | 0                           | 1                  | 0                  | 3     | 0     |
| Universidad de Chile | 2012              | 0                   | 0                   | 0                | 0                | 0                           | 0                           | —                  | —                  | 0     | 0     |
| Universidad de Chile | Total             | 2                   | 0                   | 0                | 0                | 0                           | 0                           | 1                  | 0                  | 0     | 0     |
| Total na carreira    | Total na carreira | 2                   | 0                   | 0                | 0                | 0                           | 0                           | 1                  | 0                  | 3     | 0     |

- a. ^ Jogos da Copa Chile
- b. ^ Jogos da Copa Libertadores e Copa Sul-Americana
- c. ^ Jogos do Jogo amistoso

## Títulos
Universidad de Chile
- Campeonato Chileno (Torneo Apertura): 2011 e 2012
- Campeonato Chileno (Torneo Clausura): 2011